# 珍珠小葉齒鯛
珍珠小葉齒鯛（學名：Microspathodon bairdii），為輻鰭魚綱雀鯛科小葉齒鯛屬下的一個種，分布於東太平洋加利福尼亞灣中部到厄瓜多, 包括雷維拉吉哥多島、可可島與加拉巴哥群島海域，深度3至8公尺，本魚體呈橢圓形而側扁，吻部圓鈍，體被櫛鱗，成魚體呈深棕色或黑色，眼睛紫色，額頭上有一突起，幼魚的背部呈現亮藍色，腹面呈現橘色或黃色，背鰭硬棘12枚、背鰭軟條15-16枚、臀鰭硬棘2枚、臀鰭軟條13-14枚，體長可達25公分，棲息在水流強勁的岩石海岸，以藻類為食，繁殖期時成對出現，雄魚會守護卵直到孵化，生活習性不明。